# 오승근 (가수)
오승근(吳承根, 1951년 12월 20일 ~ )은 대한민국의 가수이다.
현재 거주지는 충청북도 청주시이다.

## 생애
오승근은 고등학교 시절이었던 1968년에 18세의 나이로 홍순백과 함께 음악 그룹《투에이스》를 결성하며 데뷔하였다. 데뷔 당시 4곡을 발표했는데 《빗속에서 울리라》, 《그 얼굴》, 《비둘기집》, 《두 마음》이다. 그 중에서 《비둘기집》(전우 작사/ 김인배 작곡)은 발표 당시 인기를 얻으며 1970년에 KBS 가수상을 받기도 하였다. 1971년 약 3년 간 같이 활동한 홍순백과 결별하고 잠시〈영에이스〉라는 그룹사운드에서 최이철과 활동하다 입대를 하였으며 1974년에 복귀하면서 임용재와 함께 그룹 《금과 은》을 결성하게 되었다. 이 때부터 조금씩 트로트 느낌이 나는 《빗속을 둘이서》(김정호 작사/ 김정호 작곡)를 히트시키며 다시 인기가수로 등극하였다. 또한 옛노래 모음(Remake) 앨범을 발표하였는데 앨범 수록곡이었던 《처녀 뱃사공》(윤부길 작사/ 한복남 작곡)이 히트하여 MBC 10대 가수상, KBS 최우수 남자 가수상을 받으며 전성기를 누볐다. 1979년에 해체될 때까지 각 방송사의 연말 시상식에서 중창부문을 독식하기도 하였다.
이후 〈금과 은〉이 공식 해체되고 나서는 1980년 쯤부터 솔로로 전향하였다. 솔로로 데뷔한 후에도 본인이 직접 작곡, 작사한 《사랑을 미워해》(오승근 작사/ 오승근 작곡)를 부르며 가수로 활동하였다. 그러나 이혼의 아픔을 겪었으며 1984년, '눈물의 여왕'으로 군림하며 드라마에서 주름잡던 배우 김자옥과의 재혼으로 한동안 스타덤에 올라 화제를 모았으며 건축 인테리어 사업을 물려받아 본격적으로 사업가로 활동하였고 1990년에 《그대가 나를》(박건호 작사/ 김종희 작곡)을 발표하고 나서는 한동안 여행사 업종의 사업가로 변신하여 사업에 전념하였다. 하지만 1997년, IMF 구제금융사건에 휘말려 몇 년간 해오던 사업이 부도가 나면서 경제적으로 어려움을 겪었다.
사업에 전념하던 오승근은 지난 2001년, 《있을 때 잘해》(이건우, 김정혜 작사/ 박현진 작곡)를 발표하며 트로트 가수로 복직하였다. 《있을 때 잘해》는 아이넷TV 성인가요 7주 연속 1위란 기록으로 엄청난 인기를 얻으며 오승근은 두번째 전성기를 맞이하였다. 특히 이 곡은 모든 연령층들에게 사랑을 받았으며 노래방 애창곡, 성인가요 애창곡으로 뽑히기도 했다. 2003년에 발표한 《장미꽃 한 송이》(하지영 작사/ 이호준 작곡)는 쉬운 가사와 흥겨운 멜로디로 중, 장년층들이 즐겨 부르는 곡으로 자리잡았으며 이후 《잘 될 거야》, 《사랑하지만》으로 꾸준히 활동해오다 최근 2012년에 발표한 《내 나이가 어때서》(박무부 작사/ 정기수 작곡)로 많은 인기를 얻고 있다. 이 곡은 포털사이트 네이버와 다음 트로트 차트에서 1위를 차지하며 2012 상반기 트로트계 최대 히트곡으로 주목받고 있고 현재 대한민국 대표 노래자랑 프로그램으로 꼽히는 KBS 《전국노래자랑》 예심에서 많이 불렸던 참가곡으로 선정되었으며 최근 성인가요 메들리의 메인 타이틀로도 리메이크되고 있다. 2014년에는 홍진영이 리메이크해 더 많은 인기를 얻고 있다.
오승근은 데뷔 때부터 작곡과 작사 능력을 겸비한 싱어송라이터이기도 한데 본인이 자작한 곡은〈사랑을 미워해〉,〈행복을 그리네〉가 있다.

## 가족 관계
- 배우자는 1970년에 MBC 2기 공채로 데뷔한 배우 김자옥이며, 2014년 11월 16일에 사별하였다.

- 슬하에 장녀 오지연, 장남 오영환이 있다.

## 학력
- 1970년 수도전기공업고등학교 졸업
- 1972년 경희대학교 작곡과 중퇴

## 대표 앨범
- 2019년 《주인공은 나야나》
- 2019년 《당신꽃》
- 2017년 《맞다맞다니말이맞다》
- 2015년 《즐거운 인생》
- 2012년 《내 나이가 어때서 (Single)》
- 2007년 《2007 사랑하지만》
- 2005년 《오승근 팝(Pop)》
- 2005년 《사랑이란 이름으로》
- 2003년 《NEW ALBUM &THE BEST SONG》
- 2001년 《2001 있을 때 잘해》
- 1995년 《빗속을 둘이서/ 세월》
- 1990년 《그대가 나를》
- 1979년 《잊어야지》
- 1979년 《떠나는 님아》

## 가족 관계
- 배우자 : 김자옥 (사별)
  - 장녀 : 오지연
  - 장남 : 오영환

## 영화
- 2003년 《동갑내기 과외하기》 - 수완 아버지 역

## 오승근을 연기한 배우
- 2015년 KBS1 《인순이의 토크 드라마 그대가 꽃》 - 김광영